# Katrin Wehrheim

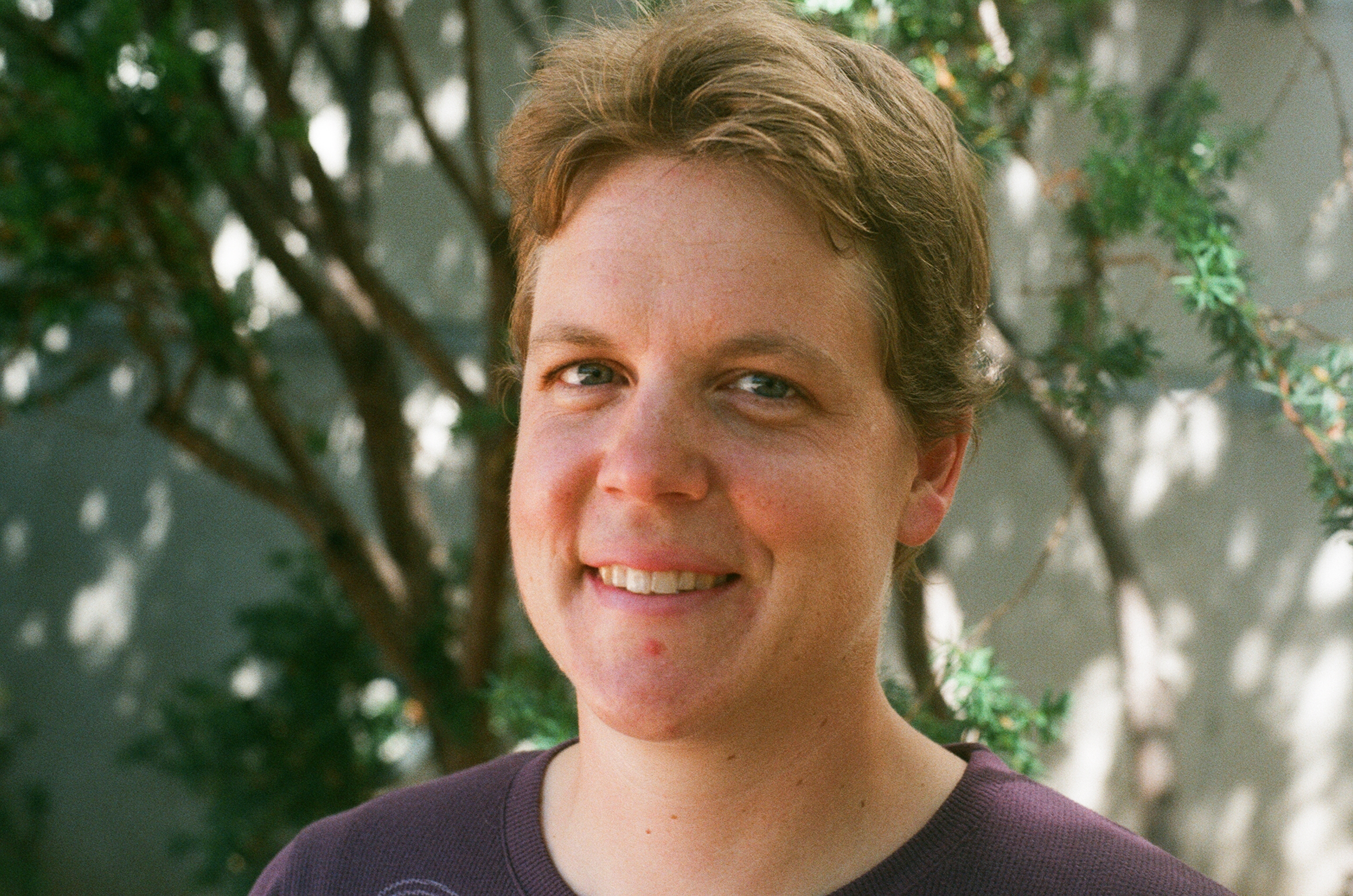
Katrin Wehrheim 2013

 Katrin Wehrheim (* 11. Juni 1974 in Deutschland) ist eine deutsche Mathematikerin und Hochschullehrerin. Sie ist außerordentliche Professorin für Mathematik an der University of California in Berkeley. Ihre Forschung konzentriert sich auf symplektische Topologie und Eichtheorie. Sie ist bekannt für ihre Forschung an pseudoholomorphen Quilts.

## Leben und Werk
Wehrheim studierte nach dem Schulbesuch in Hamburg bis 1995 an der Universität Hamburg. Danach studierte sie bis 1996 am Imperial College London und anschließend an der ETH Zürich. Hier promovierte sie 2002 bei Dusa McDuff und Dietmar Salamon mit der Dissertation Anti-Self-Dual Instantons with Lagrangian Boundary Conditions. Anschließend war sie Dozentin an der Princeton University und Mitglied des Institute for Advanced Study, bevor sie 2012 eine Anstellung am Massachusetts Institute of Technology annahm. Seit 2013 unterrichtet sie Mathematik an der University of California in Berkeley.
Im Juni 2020 gehörte sie zu einer Gruppe von zehn Mathematikern, die in einem Schreiben an die Notices of the American Mathematical Society, das im Oktoberheft erscheinen soll, zum Boykott der Entwicklung von Algorithmen und Software für vorhersagende Polizeiarbeit (Predictive policing) aufrufen. Diese Softwareprogramme dienen der Vorhersage weiterer Straftaten in bestimmten Gegenden zu bestimmten Zeiten. Der Aufruf steht in Zusammenhang mit den Diskussionen um Rassismus in der amerikanischen Polizei nach dem Tod von George Floyd. Sie sehen die Verwendung der Software als durch strukturellen Rassismus verzerrt. Dunkelhäutige Menschen würden verstärkt kontrolliert und falls sie Widerstand leisten würde das einen selbstverstärkenden Effekt auf die jeweiligen Viertel haben. Zwar haben die Universitäten nach Wehrheim die rassistischen Übergriffe in der amerikanischen Polizei verurteilt, sollten nach Wehrheim aber auch selbst aktiv werden, wenn die Mathematik wie bei den Programmen zu Predictive Policing dem Rassismus den Anschein von Objektivität gebe. Sie spricht sich im Interview nach eigenen Worten nicht grundsätzlich gegen eine Zusammenarbeit mit der Polizei aus, man solle nur nicht an Sachen arbeiten, von denen bewiesen sei, dass sie rassistisch sind.

## Auszeichnungen
- 2002: ETH-Medaille für ihre Dissertation in Mathematik
- 2010: Presidential Career Award PECASE übergeben von Barack Obama in einer Zeremonie im Weißen Haus
- 2012: Stipendiatin der American Mathematical Society

## Schriften (Auswahl)
- K. Wehrheim und C. Woodward: Quilted Floer cohomology. Geometry & Topology, 14:833–902, 2010.
- K. Wehrheim und C. Woodward: Floer cohomology and geometric composition of Lagrangian correspondences. Advances in Mathematics, 230:177-228, 2012.
- D. McDuff und K. Wehrheim: Smooth Kuranishi atlases with isotropy. Geometry & Topology, 21:2725–2809, 2017.